# Сфацелярия
Сфацелярия — род бурых водорослей из семейства Sphacelariaceae.

## История изучения

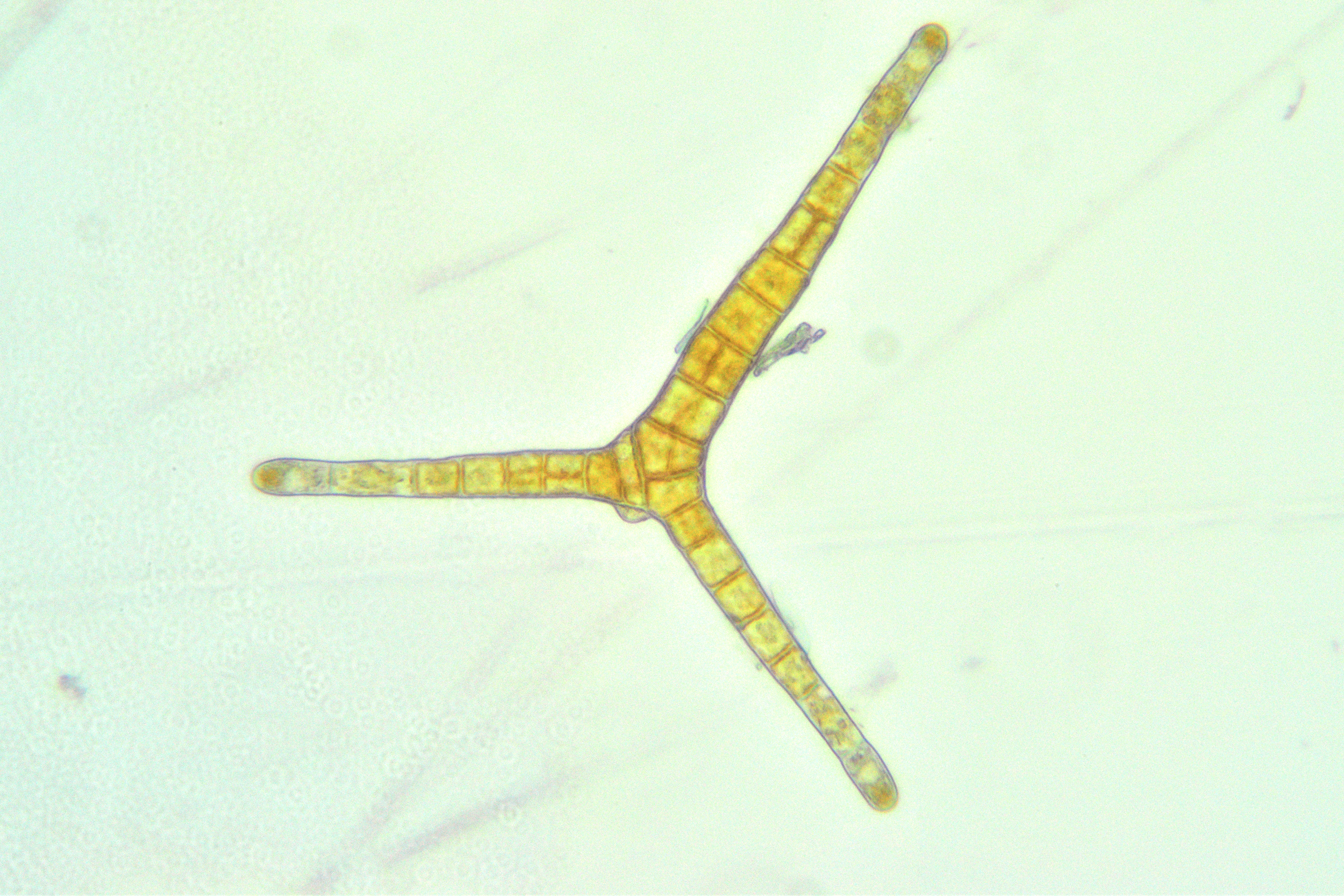
Вегетативное размножение сфацелярии

Род и его типовой вид (Sphacelaria reticulata) были кратко описаны Хансом Кристианом Люнгбюэ во Florae Danicae в 1818 году. На момент публикации такие краткие публикации считались допустимыми для родо-видовых описаний; дополнительные виды были описаны Люнгбюэ в 1819 году. Последующие исследования показали, что этот род являлся полифилетическим; кроме того, также было замечено, что типовой вид S. reticulata не обладает ключевыми морфологическими характеристиками рода, из-за чего было предложено заменить его на S. cirrosa (один из наиболее распространённых видов), чтобы сохранить родовое название. Большой влад в изучение и уточнение таксономии сфацелярий сделал исследователь Willem F. Prud’homme van Reine (1941—2020).

## Морфология
Слоевище нитевидное, отростки растут строго верхушечно, по мере роста более старые части клетки развиваются паренхиматозно; кроме того, у большинства видов есть специализированные выводковые почки для вегетативного размножения. Разделение видов сфацелярии основывается на морфологических различиях, особенно на вариациях формы и размеров спор и клеток. Клетки содержат дисковидные хлоропласты и не имеют пиреноидов.

## Распространение
Космополит, большинство видов которого встречается в регионах с умеренным климатом, но отдельные представители этого рода также обитают в тропиках и поднимаются до арктических и антарктических регионов. Обитают преимущественно в морской воде, кроме двух пресноводных видов из США (S. lacustris) и Китая (S. fluviatilis).

## Экология
Сфацелярии — эпифиты и/или литофиты, образующие нитевидные пучки или маты на субстрате. Обычно встречаются в приливной зоне и на мелководье.

## Размножение
Представители этого рода демонстрируют изоморфный (гаметофит и спорофит морфологически схожи) и диплогаплонтический (гаметофит и сапрофит чередуются) вариации жизненных циклов с изогамией (гаметы одинакового размера и формы) или анизогамией (гаметы разного размера и формы). Исследования выращенной в лабораторных условиях культуры показали, что репродуктивная стратегия видов Sphacelaria определяется температурой окружающей среды, при этом формирование вегетативных побегов активизируется в теплое время года, в то время как половое размножение происходит при понижении температуры; кроме того, воздействие дневного света способствует образованию вегетативных побегов и ингибированию гаметогенеза.

## Химический состав
Клетки сфацелярий содержат каротин, хлорофилл а и фукоксантин. Кроме того, в них также содержатся сульфатированные полисахариды в виде ксилогалактофукана и альгиновой кислоты, обладающими противовирусными свойствами в отношении вируса простого герпеса первого типа.

## Использование
Этот род использовался для изучения морфогенеза растений, исследования воздействия стрессовых факторов окружающей среды, и большая часть промышленного интереса к Sphacelaria связана с простотой получения протопластов, что имеет значение для клеточных исследований, включающих профилирование экспрессии генов, секвенирование РНК и транскриптомику.